# Oviglio
Oviglio est une commune de la province d'Alexandrie dans le  Piémont en Italie.

## Administration
| Période                                  | Période  | Identité       | Étiquette | Qualité |
| ---------------------------------------- | -------- | -------------- | --------- | ------- |
| 14 juin 2004                             | En cours | Enzo Vermiglio |           |         |
| Les données manquantes sont à compléter. |          |                |           |         |

### Communes limitrophes
Alessandria del Carretto, Bergamasco, Borgoratto Alessandrino, Carentino, Castellazzo Bormida, Felizzano, Incisa Scapaccino, Masio, Solero.